# Lac Shōji
Le lac Shōji (精進湖, Shōjiko) est le plus petit des « cinq lacs » (Fujigoko) au Japon. Avec les restes d’une coulée de lave que l’on voit encore, c'est depuis toujours un lieu de tourisme prisé. Les hôtels y ont été construits dès l'ère Meiji, c’est-à-dire vers la fin 1800, et un grand nombre de visiteurs étrangers y sont venus depuis. Le lac Shoji est un lieu célèbre pour la pêche à la carpe herabuna.